# Lauri Vuorinen
Pour les articles homonymes, voir Vuorinen.
Lauri Vuorinen est un fondeur finlandais né le 1er janvier 1995 à Perniö. Il est spécialiste du sprint.

## Biographie
Membre du club de Kouvola, il commence à courir des compétitions de la FIS en 2011 et devient champion de Finlande chez les juniors en sprint en 2012.
Après avoir remporté une médaille de bronze en sprint au Festival olympique de la jeunesse européenne à Rasnov, il fait ses débuts en Coupe du monde en mars 2013 à Lahti. S'il marque ses premiers points en fin d'année 2015 à Ruka (29e), il se révèle en 2017 au même lieu sur le sprint classique avec une septième place (demi-finaliste).
Il dispute son premier événement majeur en 2018 avec les Jeux olympiques de Pyeongchang, terminant au 28e rang sur le sprint classique.
Vuorinen doit attendre février 2020 poir revenir dans le top dix dans l'élite avec une neuvième place au sprint de Trondheim.
Il se quinzième du sprint classique aux Championnats du monde 2021 à Oberstdorf.

## Palmarès

### Jeux olympiques
| Épreuve / Édition   | Sprint                           | Sprint    | 15 km | 15 km                            | Skiathlon 2 × 15 km | 50 km | Relais | Relais    |
| Épreuve / Édition   | libre                            | classique | libre | classique                        | Skiathlon 2 × 15 km | 50 km | Sprint | 4 × 10 km |
| JO 2018 Pyeongchang | Épreuve inexistante à cette date | —         | 28e   | Épreuve inexistante à cette date | -                   | -     | -      | —         |

Légende :
- : pas d'épreuve
- — : Non disputée par Vuorinen

### Championnats du monde
| Épreuve / Édition        | Sprint                           | Sprint                           | 15 km                            | 15 km                            | Skiathlon 2 × 15 km | 50 km | Relais                   | Relais    |
| Épreuve / Édition        | libre                            | classique                        | libre                            | classique                        | Skiathlon 2 × 15 km | 50 km | Sprint                   | 4 × 10 km |
| Mondiaux 2019 Seefeld    | 34e                              | Épreuve inexistante à cette date | Épreuve inexistante à cette date | -                                | -                   | -     | -                        | -         |
| Mondiaux 2021 Oberstdorf | Épreuve inexistante à cette date | 15e                              | -                                | Épreuve inexistante à cette date | -                   | -     | —                        | —         |
| Mondiaux 2023 Planica    | 32e                              |                                  | Épreuve inexistante à cette date |                                  | —                   | —     |                          |           |
| Mondiaux 2025 Trondheim  | Médaille de bronze, monde        | Épreuve inexistante à cette date |                                  |                                  | —                   | —     | Médaille d'argent, monde |           |

Légende :
- : pas d'épreuve
- — : Non disputée par Vuorinen

### Coupe du monde
Son meilleur classement général est une 58e place en 2019-2020.
- 2 podiums en individuel : 1 deuxième place et 1 troisième place.
- 1 podium par équipes :
  - 1 podium en sprint : 1 troisième place.

#### Classements en Coupe du monde
| Année     | Classement général final | Classement distance | Classement sprint |
| 2015-2016 | 148e                     |                     | 99e               |
| 2016-2017 | 116e                     | 119e                | 59e               |
| 2017-2018 | 68e                      |                     | 30e               |
| 2018-2019 | 72e                      |                     | 34e               |
| 2019-2020 | 58e                      |                     | 22e               |
| 2020-2021 | 72e                      |                     | 30e               |

### Festival olympique de la Jeunesse européenne
Il remporte la médaille de bronze du sprint en 2013.

### Championnats de Finlande
Il remporte son premier titre national en 2021 sur le sprint classique.